# ميداك
ميداك رمزها «ME» (بالإنجليزية: Medak)‏ ، هو تقسيم إداري لدولة الهند تتبع ولاية أندرا برديش (بالإنجليزية: Andhra  Pradesh)‏ ، مركزها هو مدينة سانجاردي (بالإنجليزية: Sangareddi)‏ عدد سكانها حسب تعداد سنة 2001 هو 2,662,296 ، مساحتها 9,699 كم² وكثافة السكان 274 لكل كم² .